# Loris Hezemans

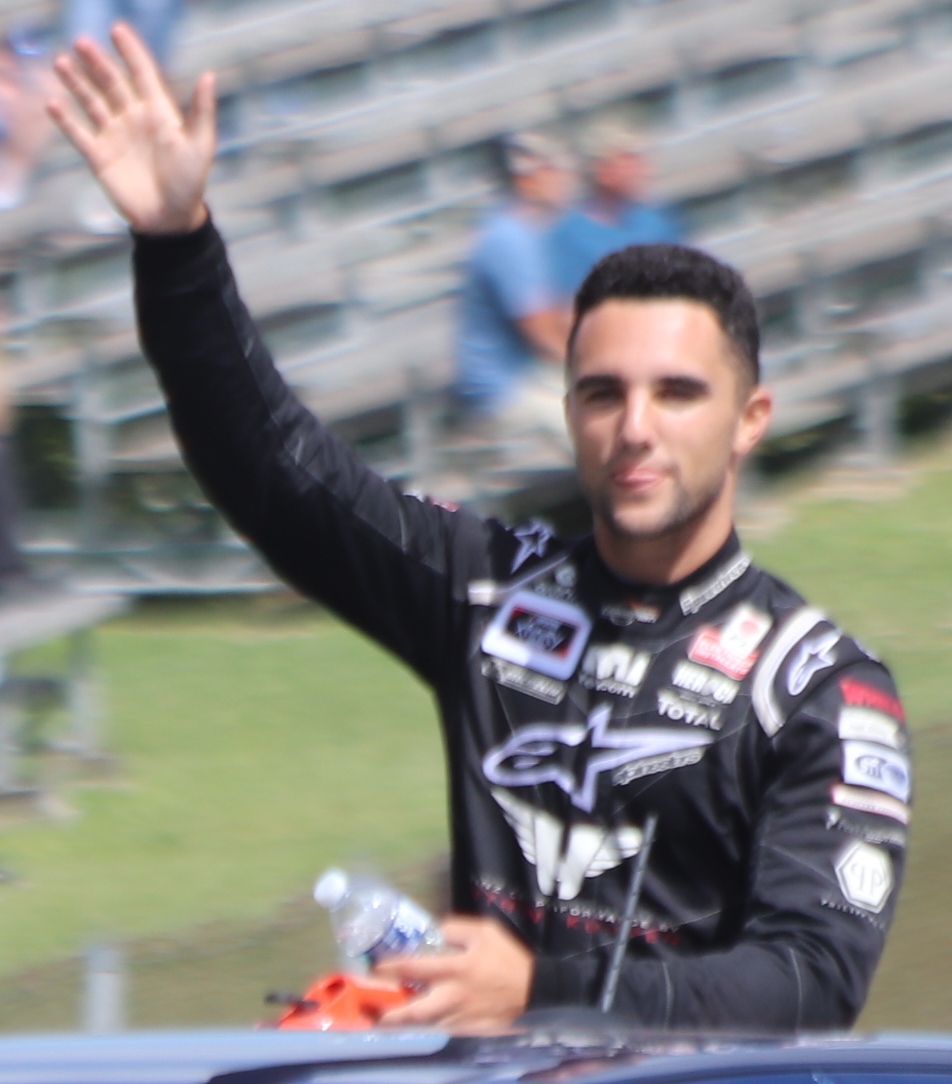
Loris Hezemans 2019

Loris Hezemans (* 26. Mai 1997 in Uccle/Ukkel, Belgien) ist ein niederländischer Automobilrennfahrer.

## Karriere
Hezemans begann seine Motorsportkarriere 2014 im Tourenwagensport. Er startete im Benelux Renault Clio Cup und erreichte mit zwei Podest-Platzierungen den sechsten Gesamtrang. 2015 war Hezemans Stammfahrer im Audi Sport TT Cup. Er wurde mit einem dritten Platz als bestem Ergebnis Siebter in der Fahrerwertung. Darüber hinaus bestritt er einige Rennen im Benelux Renault Clio Cup und lag dort erneut auf dem sechsten Platz. Ferner ging er bei drei Tourenwagen-Veranstaltungen für Target Competition an den Start. Einmal im Seat Leon Eurocup, in dem ihm auf Anhieb ein Sieg gelang, zweimal in der TCR International Series, in der er jedes Rennen in den Punkterängen beendete und mit einem zweiten Platz eine Podest-Platzierung erzielte.

## Persönliches
Loris Hezemans Großvater Mathieu, sein Vater Toine und sein Bruder Mike Hezemans waren und sind ebenfalls Automobilrennfahrer.

## Statistik

### Karrierestationen
| - 2014: Benelux Renault Clio Cup (Platz 6) - 2015: Audi Sport TT Cup (Platz 7) - 2015: Benelux Renault Clio Cup (Platz 6) - 2015: Seat Leon Eurocup (Platz 14) - 2015: TCR International Series (Platz 12) |

### Einzelergebnisse in der TCR International Series
| Jahr | Team               | 1   | 2   | 3   | 4   | 5   | 6   | 7   | 8   | 9   | 10  | 11  | 12  | 13  | 14  | 15  | 16  | 17  | 18  | 19  | 20  | 21  | 22  | Punkte | Rang |
| ---- | ------------------ | --- | --- | --- | --- | --- | --- | --- | --- | --- | --- | --- | --- | --- | --- | --- | --- | --- | --- | --- | --- | --- | --- | ------ | ---- |
| 2015 | Target Competition | SEP | SEP | SHA | SHA | VAL | VAL | POR | POR | MNZ | MNZ | SAL | SAL | SOC | SOC | SPI | SPI | SIN | SIN | BUR | BUR | MAC | MAC | 32     | 12.  |
| 2015 | Target Competition |     |     |     |     |     |     |     |     |     |     |     |     |     |     |     |     | 9   | 8   | 6   | 2   |     |     | 32     | 12.  |